# Período del Segundo Templo
El período del Segundo Templo en la historia judía duró entre el 530 a. C. y el 70 d. C., cuando existió el Segundo Templo de Jerusalén. El período del Segundo Templo empezó con el regreso a Sion y la subsiguiente reconstrucción del Templo de Jerusalén, y terminó con la primera guerra judeo-romana y la destrucción romana de Jerusalén y del Templo. Durante este período se formaron las sectas de fariseos, saduceos, esenios y zelotes. 
Entre el 587 y el 586  a. C., el Imperio neobabilónico conquistó al Reino de Judá. Sus habitantes perdieron su indepencia tras el asedio babilónico de Jerusalén, durante el cual fue destruido el Primer Templo. Una vez que los babilonios anexaron Judá como una provincia, parte de la población subyugada fue exiliada a Babilonia. El período del exilio duró por cerca de cinco décadas, llegando a su fin cuando el Imperio neobabilónico fue conquistado a su vez por el Imperio persa aqueménida, que anexó las posesiones territoriales babilónicas tras la caída de Babilonia.Según la tradición bíblica, poco después de la conquista, el rey persa Ciro el Grande emitió un decreto conocido como el Edicto de Ciro, que animaba a los exiliados a regresar a su tierra natal una vez que los persas la convirtieron en una provincia autónoma gobernada por judíos. Bajo los persas (c. 539-332  a. C.), la población judía que había retornado restauró la ciudad y reconstruyó el Templo en Jerusalén. Después de la muerte de los últimos profetas judíos de la antigüedad y todavía bajo el dominio persa, el liderazgo del pueblo judío quedó en manos de cinco generaciones sucesivas de zugot («pares de») líderes.  En el 332  a. C., el Imperio aqueménida cayó ante Alejandro Magno, y la región fue luego incorporada al Reino ptolemáico (c. 301-200 a. C.) y al Imperio seléucida (c. 200-167 a. C.). 
La revuelta de los macabeos contra el gobierno seléucida llevó al establecimiento de un reino judío independiente (al menos de nombre) bajo la dinastía asmonea (140-37  a. C.). Si bien el reino asmoneo ejerció inicialmente un gobierno semiautónomo bajo la hegemonía seléucida, con el tiempo llegó a ejercer un autogobierno total cuando emprendió campañas militares para expulsar a los seléucidas cada vez más debilitados de la región, estableciéndose como el último reino judío y precediendo un período de casi 2000 años de interrupción de soberanía judía en el Levante.En el año 63  a. C., la República romana conquistó el reino. En el 37  a. C., los romanos nombraron a Herodes el Grande como rey del reino vasallo de Judea. En el año 6  d. C., Judea fue incorporada plenamente al Imperio romano con el nombre de Provincia de Judea. Creciente insatisfacción con el poder romano y disturbios civiles llevaron con el tiempo a la primera guerra judeo-romana (66-73  d. C.), que resultó en la destrucción de Jerusalén y su Templo, que puso fin al período del Segundo Templo.
Durante este período, el judaísmo del Segundo Templo puede ser visto como moldeado por tres grandes crisis y sus resultados, ya que varios grupos de judíos reaccionaron de manera diferente. Primero vino la destrucción del Reino de Judá en 587/6 a. C., cuando los judíos perdieron su independencia, su monarquía, su ciudad santa y el Primer Templo; y fueron en su mayoría exiliados a Babilonia. En consecuencia, se enfrentaron a una crisis teológica que involucraba la naturaleza, el poder y la bondad de Dios y también fueron amenazados cultural, racial y ceremonialmente cuando fueron arrojados a la proximidad de otros pueblos y grupos religiosos. La posterior ausencia de profetas reconocidos en el período los dejó sin su versión de guía divina en un momento en que se sentían más en necesidad de apoyo y dirección. La segunda crisis fue la creciente influencia del helenismo en el judaísmo, que culminó con la rebelión macabea de 167 a. C. La tercera crisis fue la ocupación romana de la región, comenzando con Pompeyo y su saqueo de Jerusalén en el 63 a. C. Esto incluye el nombramiento de Herodes el Grande como Rey de los judíos por el Senado romano y el establecimiento del Reino Herodiano de Judea que comprende partes de lo que hoy son Israel, la Autoridad Palestina, la Franja de Gaza, Jordania, el Líbano y Siria.

## Construcción del Segundo Templo

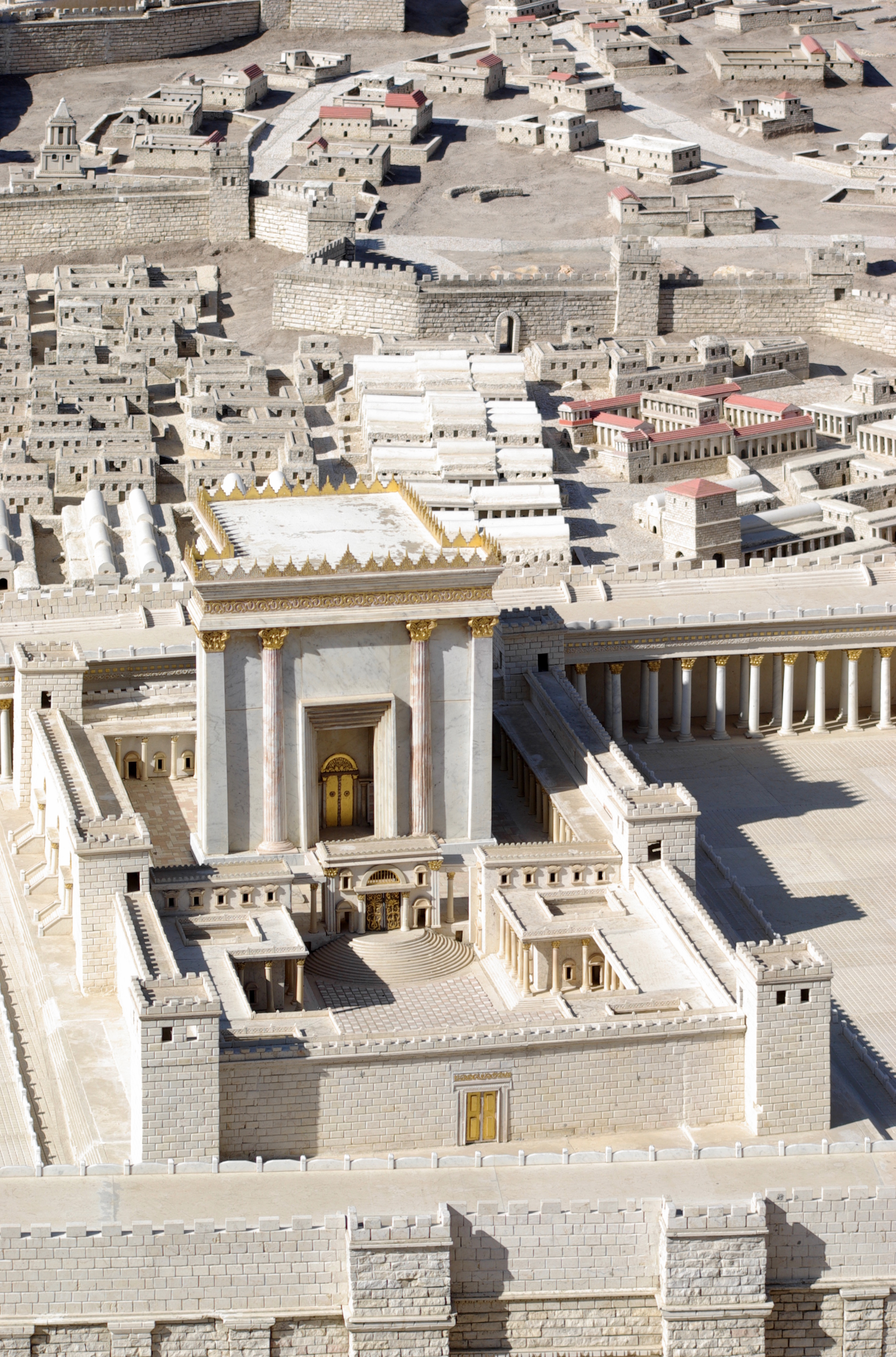
Modelo del Segundo Templo de Jerusalén, Museo de Israel, Jerusalén.

La construcción del Segundo Templo se completó bajo la dirección de los tres últimos profetas judíos Hageo, Zacarías y Malaquías, con aprobación y financiamiento persa.

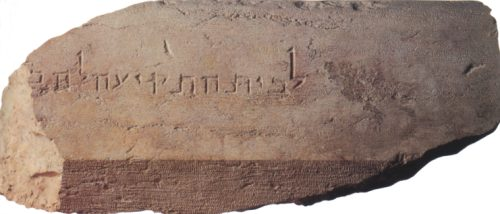
La inscripción del lugar de la trompeta, una piedra (2.43 x 1 m) con la inscripción en hebreo «al lugar del trompeta» excavada por Benjamin Mazar en el pie meridional del Monte del Templo es una parte del Segundo Templo.

Basado en el relato bíblico, después del regreso del cautiverio babilónico bajo Zorobabel, casi inmediatamente se hicieron preparativos para reorganizar la desolada provincia de Yehud después de la desaparición del Reino de Judá setenta años antes.
El cuerpo de peregrinos, formado por 42.360 personas, habiendo completado el largo y triste viaje de unos cuatro meses, desde las orillas del Éufrates hasta Jerusalén, fueron animados en todos sus procedimientos por un fuerte impulso religioso, y por lo tanto uno de sus primeras preocupaciones era restaurar su antigua casa de culto mediante la reconstrucción de su Templo destruido y la restitución de los rituales de sacrificio, conocidos como los korbanot.
Por invitación de Zorobabel, el gobernador, quien les mostró un notable ejemplo de liberalidad contribuyendo personalmente con 1.000 dáricos de oro, además de otros dones, el pueblo entregó sus dones al sagrado tesoro con gran entusiasmo. Primero erigieron y dedicaron el altar de Dios en el lugar exacto donde antes había estado, y luego despejaron los montones de escombros carbonizados que ocupaban el sitio del antiguo Templo; y en el segundo mes del segundo año (535 a. C.), en medio de gran entusiasmo público y regocijo, se sentaron los cimientos del Segundo Templo. Un gran interés se sintió en este gran movimiento, aunque fue visto con sentimientos mezclados por los espectadores.
Los samaritanos, habitantes de la capital de lo que había sido Israel, hicieron propuestas de cooperación en la obra. Sin embargo, Zorobabel y los ancianos declinaron toda esa cooperación, creyendo que los judíos debían construir el Templo sin ayuda. Inmediatamente se difundieron informes malos sobre los judíos. Según Esdras 4:5, los samaritanos trataron de «frustrar sus propósitos» y enviaron mensajeros a Ecbatana y Susa, con el resultado de que la obra fue suspendida.

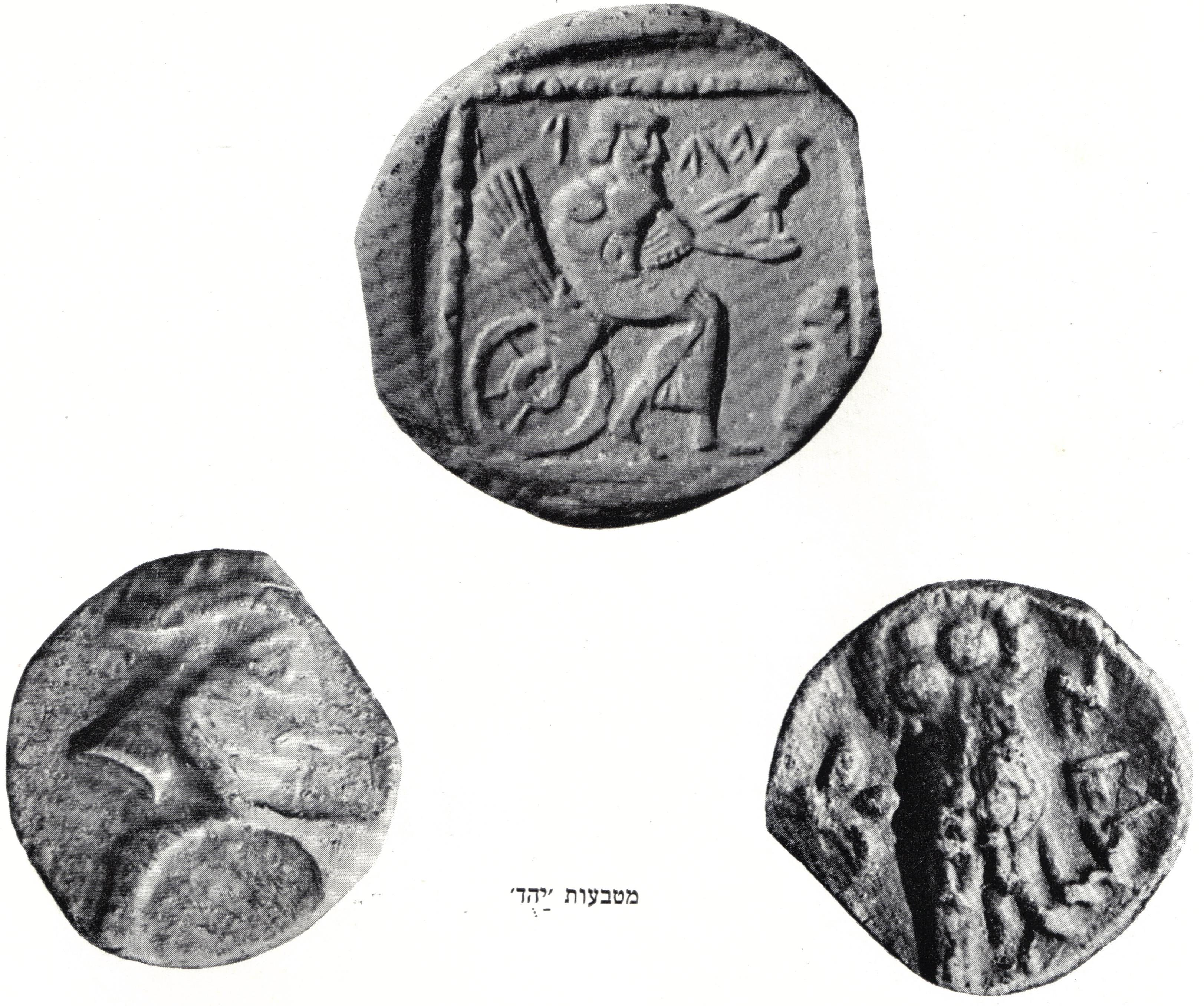
Monedas de Yehud: monedas acuñadas en la provincia de Judea durante el período persa.

Siete años más tarde, Ciro el Grande, quien permitió a los judíos volver a su patria y reconstruir el Templo, murió y fue sucedido por su hijo Cambises. A su muerte, el «falso Esmerdis», un impostor, ocupó el trono durante unos siete u ocho meses, y luego Darío I se convirtió en rey (522 a. C.). En el segundo año de este monarca, la obra de reconstrucción del templo fue reanudada y proseguida hasta su fin, bajo el estímulo de los serios consejos y admoniciones de los profetas Hageo y Zacarías. Estaba lista para la consagración en la primavera de 516 a. C., más de veinte años después del regreso del cautiverio. El templo se completó el tercer día del mes de Adar, en el sexto año del reinado de Darío, en medio de grandes regocijos por parte de todo el pueblo, aunque era evidente que los judíos ya no eran un pueblo independiente, sino sujeto a una potencia extranjera. El Libro de Hageo incluye una predicción de que la gloria del Segundo Templo sería mayor que la del primero.

## Era helenística
En 332 a. C., los persas fueron derrotados por Alejandro Magno. Después de su fallecimiento, y la división del imperio de Alejandro entre sus generales, se formó el reino seléucida.
Durante este tiempo, corrientes del judaísmo fueron influenciadas por la filosofía helenística desarrollada del siglo III a. C., notablemente la diáspora judía en Alejandría, culminando en la compilación del Septuaginta. Un importante defensor de la simbiosis de la teología judía y el pensamiento helenístico es Filón de Alejandría.

## Reino de Judea

### Dinastía asmonea
El deterioro de las relaciones entre judíos helenizados y judíos religiosos llevó al rey seléucida Antíoco IV Epífanes a imponer decretos, prohibiendo ciertos ritos y tradiciones religiosas judías. En consecuencia, los judíos ortodoxos se rebelaron bajo el liderazgo de la familia de los Macabeos. Esta revuelta condujo a la creación de un reino de Judea independiente, bajo los sucesores de los Macabeos, conocidos como dinastía asmonea, la cual reinó entre 166-37 a. C. y se desintegró como resultado de la guerra civil entre los hijos de Salomé Alejandra: Hircano II y Aristóbulo II. 
El general romano Pompeyo tomó partido por Hircano II y tomó Jerusalén, donde profanó el Templo y restableció a Hircano II en el poder, pero como sumo sacerdote, no como rey. Judea pasó a ser un protectorado de la República romana. En cuanto a Aristóbulo, junto con sus hijos Alejandro y Antígono Matatías, fueron llevados a Roma como rehenes.
En 60 a. C., Alejandro logró escapar de Roma y organizó una revuelta para derrocar a Hircano II. Derrotado por Aulo Gabinio, procónsul romano de Siria, huyó una vez más y, en 56 a. C. , tras la retirada del romano, depuso a su hermano Hircano II.
De regreso, Gabinio derrotó otra vez a Aristóbulo II, pero desde entonces el poder de Hircano II fue meramente nominal y su ministro Antípatro de Idumea fue el verdadero jefe de Gobierno a órdenes de los romanos. El país fue dividido en cinco territorios administrativos.
En el 53 a. C. el poderío romano en Asia decayó tras la victoria del Imperio Parto sobre Craso en la batalla de Carrhae y luego, desde el 49 a. C., por la guerra civil entre Pompeyo y Julio César. Durante el conflicto, Aristóbulo II fue envenenado en Roma, y su hijo Alejandro, decapitado por orden de Pompeyo en Antioquía. Victorioso César, en el 47 a. C., nombró a Hircano II, etnarca de Judea, mientras que mantuvo a Antípatro como ministro principal y a Herodes, hijo de Antípatro, como "estratega" de Galilea. César trataba de organizar el estado para contraatacar a los partos.
Tras el asesinato de César en el 44 a. C. la expansión del poder parto continuó, aprovechando los enfrentamientos entre los enemigos de César, dirigidos por Casio y Bruto y el segundo triunvirato. Triunfador este, en el 41 a. C., Marco Antonio designó a Fasael y Herodes, los hijos de Antípatro, quien había sido envenenado dos años antes, como etnarcas, con lo cual liquidó toda función de Hircano II que no fuera la de Sumo Sacerdote.
En el 40 a. C., los partos ocuparon Judea e instauraron a Antígono Matatías, el hijo sobreviviente de Aristóbulo, como rey y sumo sacerdote. Fasael fue muerto, Herodes huyó e Hircano II sufrió la amputación de las orejas para que no pudiera participar de los servicios de Templo y fue confinado en Seleucia del Tigris.

### Dinastía herodiana
Herodes fue declarado rey de Judea en Roma, y volvió en 39 a. C., emprendiendo una campaña contra Antígono, y poniendo sitio a Jerusalén. En la primavera de 38 a. C., aprovechando que los romanos dirigidos por Publio Ventidio Baso había expulsado a los partos, tomó el control de la provincia de Galilea, y luego de toda Judea, aunque pospuso el asedio de Jerusalén hasta la primavera de 37 a. C. Antígono los mantuvo a raya durante 3-5 meses, pero finalmente, el gobernador romano de Siria, Cayo Sosio capturó la ciudad.  Antígono fue llevado a Antioquía poniendo fin a la dinastía asmonea. Respecto de su muerte,  Flavio Josefo y Plutarco escribieron afirma que Marco Antonio lo hizo decapitar pero Dion Casio sostuvo que fue crucificado.
Herodes nombró a Hircano II como su consejero principal y contrajo matrimonio con Mariamne I, nieta a la vez de Aristóbulo y de Hircano.

#### Herodes el Grande
Herodes el Grande impulsó vastos proyectos de construcción en su reino, incluyendo la expansión del Segundo Templo en Jerusalén.
El reino de Judea bajo Herodes experimentó un período de crecimiento y expansión. Como un aliado cercano y leal a los romanos, Herodes extendió su gobierno hasta Arabia, creó ambiciosos proyectos de construcción y renovó el Templo.
Después de la muerte de Herodes en el 4 a. C., el reino de Judea fue dividido en varias partes a cada uno de sus tres hijos (inicialmente cuatro partes), formando la Tetrarquía. La parte central del reino  fue dada a Herodes Arquelao, incluyendo Judea propiamente dicha, Idumea y Samaria. La muerte de Herodes dio origen a rebeliones y tumultos que, si bien fueron reprimidos en su momento, recrudecieron a causa de la impericia de sus sucesores. El breve reinado de su nieto Herodes Agripa I, último rey de los judíos, no resolvió las tensiones internas en el pueblo judío, ni las frecuentes disputas con sus  vecinos "griegos". Además el aumento de la pobreza a causa de los impuestos, creó frustraciones que, en última instancia, contribuyeron a las causas de la primera guerra judeo-romana.
En el 6 d. C., el país cayó en la agitación, y el gobernante herodiano de Judea fue depuesto en favor de la formación de una nueva provincia romana: la Judea romana. Felipe gobernó Iturea y Traconítide hasta su muerte en 34 d. C., cuando fue sucedido como tetrarca por Herodes Agripa I, que había sido gobernador de Calcis. Agripa entregó Calcis a su hermano Herodes y gobernó en lugar de Felipe. A la muerte de Herodes Antipas en el año 39 d. C., Herodes Agripa se convirtió también en gobernante de Galilea, y en 41 d. C., como una señal de favor del emperador Claudio, sucedió al prefecto romano Marulo como gobernante de Judea. Con esta adquisición, el reino herodiano fue nominalmente restablecido hasta el 44 d. C., aunque no hay ninguna indicación que el estatus como provincia romana haya sido suspendido.

## Judea romana
La provincia romana de Judea se extendió sobre partes de las regiones anteriores de los reinos asmoneo y herodiano. Fue creada en 6 d. C. con el censo de Quirino y se fusionó en Siria Palestina después del 135 d. C.